# Nephrotoma nigeriensis
Nephrotoma nigeriensis är en tvåvingeart som beskrevs av Alexander 1921. Nephrotoma nigeriensis ingår i släktet Nephrotoma och familjen storharkrankar.
Artens utbredningsområde är Nigeria. Inga underarter finns listade i Catalogue of Life.